# 虞昺
虞昺，字世文，会稽郡余姚人。三国两晋政治军事人物，生于江南门阀世族会稽虞氏，是虞翻第八子。

## 生平
早年传承优渥家学。年少时有倜傥之志，在孫吳任黄门郎，以思维敏捷答辩如流而显得绰尔不群。曾任廷尉尚书，超拜尚书侍中。
晋军来攻打吴国，吴国派遣虞昺持节杖都督武昌已上诸军的军事，虞昺见吴国大势已去，先将节盖印绶归还了吴帝孙皓，然后归顺晋国。入晋后，任济阴郡太守，抑强扶弱，很有民望。虞昺逝世后，由他的六兄虞耸主持，在家族中举行了简朴的葬礼，可见虞昺先于兄虞耸而去世。

## 理论
虞昺持“窮天論”，其代表著《窮天論》写道：“天形穹隆如笠，而冒地之表，浮元氣之上。”较为科学地描述了大气层的状态。

## 家族
直系亲属：
- 父：虞翻
- 四兄：虞汜
- 五兄：虞忠
- 六兄：虞耸